# Calyptranthes hernandezii
Calyptranthes hernandezii är en myrtenväxtart som beskrevs av Mcvaugh. Calyptranthes hernandezii ingår i släktet Calyptranthes och familjen myrtenväxter. Inga underarter finns listade i Catalogue of Life.